# Ponte Colombo Salles
A ponte Colombo Salles é uma das três pontes do complexo que liga a Ilha de Santa Catarina ao continente, é a segunda a ser construída. Faz a ligação entre as duas partes de Florianópolis, somente no sentido ilha-continente, sendo que o sentido continente-ilha é feito pela Ponte Ivo Campos, capital do estado de Santa Catarina. Já a Ponte Hercílio Luz, funciona nos dois sentidos, de segunda a sexta, já que nos sábados, domingos e feriados a ponte é usada somente por pedestres
Assim como as demais pontes da cidade, seu nome é uma homenagem a um governador, o engenheiro Colombo Machado Salles, por decisão da Assembléia Legislativa de Santa Catarina.
É uma ponte com estrutura de concreto, mas com desenho igual a de sua sucessora, feita com estrutura de ferro, a ponte Pedro Ivo Campos. O projeto arquitetônico é de autoria de Pedro Paulo de Mello Saraiva. Foi concluída em 1975 e possui 1.227 metros de extensão, contendo quatro pistas no sentido continente.